# منتخب كوريا الجنوبية للكرة اللينة للرجال
منتخب كوريا الجنوبية للكرة اللينة للرجال هو ممثل كوريا الجنوبية الرسمي في المنافسات الدولية في الكرة اللينة .